# محسن بهرامی ارض اقدس
محسن بهرامی ارض اقدس فعال اقتصادی، عضو هیئت نمایندگان اتاق بازرگانی تهران، عضو شورای رقابت و دبیر پیشین ستاد تنظیم بازار ایران است.

## سوابق و فعالیت‌ها
محسن بهرامی از دولتمردان ایرانی بوده‌است، وی معاونت وزارت بازرگانی و مشاوره وزارت نفت دولت اصلاحات را در کارنامه کاری خود به ثبت رسانده‌است. وی هم چنین چهار دوره عضو هیئت نمایندگان اتاق بازرگانی ایران بوده و مدیر مسئولی روزنامه اقتصادی حیات نو را بر عهده دارد.

## جستار پیوسته
- اتاق بازرگانی، صنایع، معادن و کشاورزی تهران
- محمد شریعتمداری